# Rivière-Saint-Jean (Minganie)
Pour les articles homonymes, voir Rivière-Saint-Jean.
Rivière-Saint-Jean est une municipalité du Québec (Canada) située dans la municipalité régionale de comté de la Minganie qui fait partie de la région de la Côte-Nord. Elle tire son nom de la rivière Saint-Jean, qui se jette dans le fleuve Saint-Laurent à la hauteur du village.

## Toponymie
La municipalité porte le nom de la Rivière Saint-Jean qui la traverse.

## Géographie
Le village de Magpie fait partie de la municipalité de Rivière-Saint-Jean.

## Démographie
| 1991 | 1996 | 2001 | 2006 | 2011 | 2016 | 2021 |
| ---- | ---- | ---- | ---- | ---- | ---- | ---- |
| 317  | 319  | 287  | 260  | 239  | 215  | 227  |

### Langues
En 2011, sur une population de 240 habitants, Rivière-Saint-Jean comptait 97,9 % de francophones et 2,1 % d'innuphones (innu-aimun) .

## Administration
Les élections municipales se font en bloc pour le maire et les six conseillers.
| Rivière-Saint-Jean Maires depuis 2001                                                                                |                |         |          |
| Élection | Maire          | Qualité | Résultat |
| 2001 | Michel Beaudin |         | Voir     |
| 2005 | Michel Beaudin | Voir    |          |
| 2009 | Michel Beaudin | Voir    |          |
| 2013 | Josée Brunet   |         | Voir     |
| 2017 | Josée Brunet   | Voir    |          |
| 2021 | Josée Brunet   | Voir    |          |
| Élection partielle en italique Depuis 2005, les élections sont simultanées dans toutes les municipalités québécoises |                |         |          |